# سفکلیدین
سفکلیدین(به انگلیسی: Cefclidin) (همچنین با نام های سفاکلیدین و E1040 شناخته می شود) یک آنتی‌بیوتیک سفالوسپورینی است.